# Osmojena bjerkandera
Osmojena bjerkandera (znanstveno ime Bjerkandera adusta) je gliva iz rodu bjerkander (Bjerkandera). Rod je bil poimenovan v čast švedkega botanika Clasa Bjerkandera. Specifični epitet pa izhaja iz latinske besede adusta, ki pomeni ožgana in se nanaša na osmojen videz te gobe.

## Značilnosti
Klobuk je polkrožne oblike, lahko pa je tudi ohlapen ali ohlapno upognjen. Pogosto se pojavljajo v velikih grozdih, ki pokrivajo površino do 5m². Posamezen klobuk je širok od 2 do 10 cm in debel približno 1 cm. So bočno pritrjeni na podlago. Površina je nežno žametna in nagubana. Barva je od okrasto-rjave do sivo-rjave. Robni pas je izrazito svetlejši, bel, pri starejših plodovih pa postane siv.
Trosovnica je luknjičasta. Je bele do sivo temno rjave barve. Na pritisnjenih mestih potemni. Cevke so dolge od 4 do 6 mm. Pore so zaobljene in zelo drobne - na 1 mm jih je od 4 do 6.
Meso je bela ali kremaste barve, tanko, usnjato in elastično. Ima šibek, rahlo kiselkast vonj.

## Razširjenost in življenjski prostor
Večinoma raste čez celo leto kot gniloživka le včasih kot zajedalec napade še živo ranjeno drevo. Razgrajuje les, celulozo in lignin, ter povzroča belo gnilobo. Pojavlja se v različnih vrstah listnatih in mešanih gozdov. Raste na golih drevesih in štorih, predvsem na listavcih, zlasti pogosto na brezah. Razširjena je po vseh celinah razen Antarktike.

## Mikroskopske značilnosti
Trosni odtis je slamnato rumene barve. Trosi so elipsoidne oblike, na eni strani sploščeni in stisnjeni, neamiloidni in merijo 4–5,5 x 2–3 μm.
- pore
- povrhnjica
- trosi

## Podobne vrste
- čokata bjerkandera (Bjerkandera fumosa) ima večje klobuke in trose
- pisana ploskocevka (Trametes versicolor) ima belo trosovnico in značilno  kolobarjasto obarvan klobuk
- brestova uhljevka (Auricularia mesenterica) je mehke in gumijaste konstistence
- črneča ožganka (Kretzschmaria deusta) tvori blazine ali skorje z valovitimi robovi, ki se oprijemajo podlage

## Uporabnost
Neužitna.
Ker proizvaja encime, ki lahko razgradijo policiklične aromatske ogljikovodike, kot so tisti, ki se uporabljajo v sintetičnih tekstilnih barvah, je bilo raziskovana možnost uporabe v bioremediaciji. Raziskava enega od teh bjerkanderinih encimov (peroksidaza), je v študijah pokazala, da lahko razbarva sintetični melanin, kar bi se lahko upoabilo v prihodnjih kozmetičnih aplikacijah.